# Julius Olsson

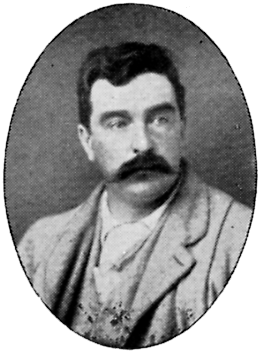
Albert Julius Olsson, 1901

Albert Julius Olsson (* 1. Februar 1864 in Islington, London; † 7. September 1942 in Dalkey, Irland) war ein schwedisch-britischer Marinemaler. Er war bekannt für seine Seestücke, die oft die Atmosphäre und das Licht des Meeres einfangen. Seine Werke wurden ab 1890 regelmäßig in der Royal Academy ausgestellt und 1891 wurde er Mitglied des New English Art Club.

## Leben

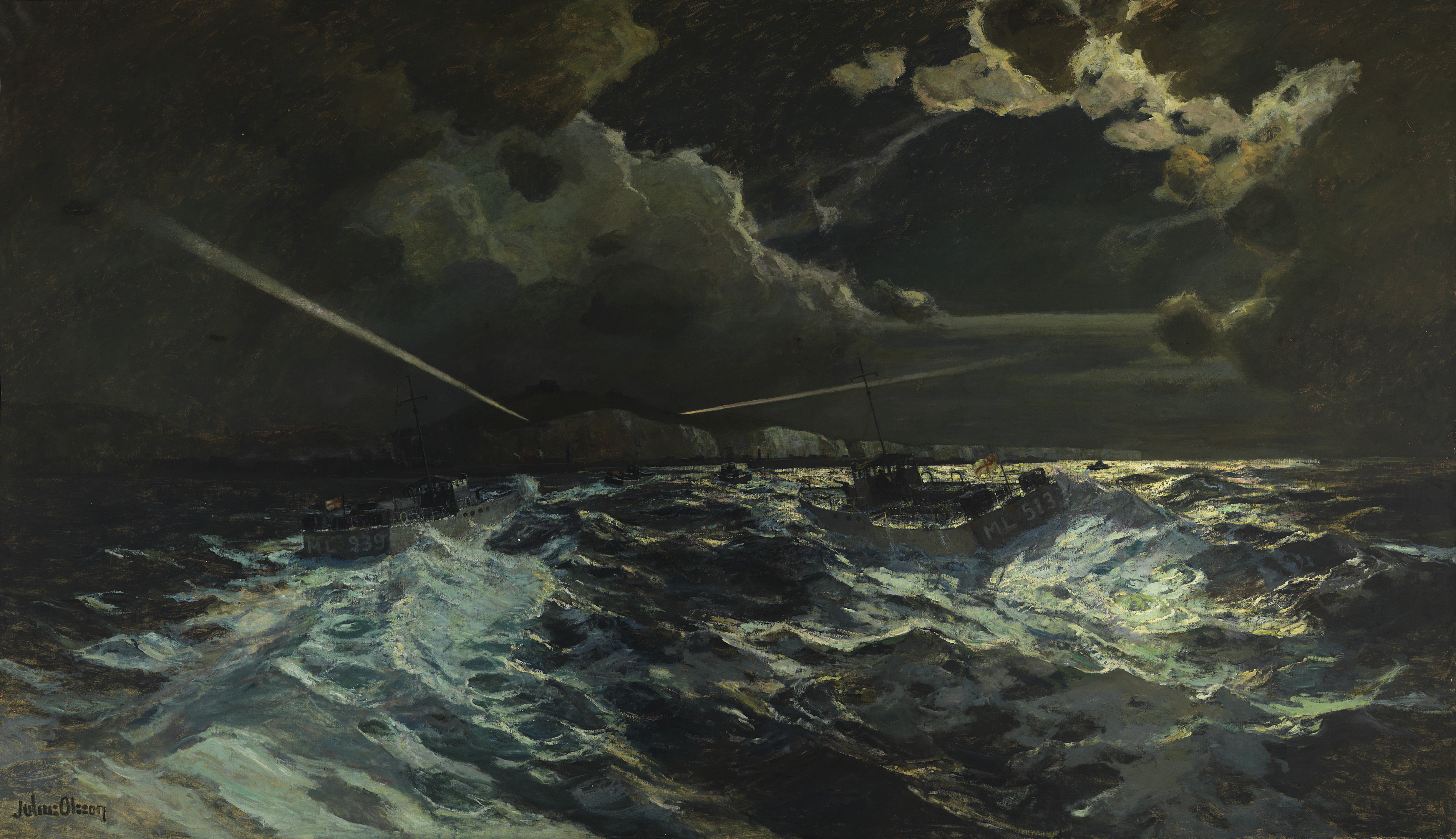
Julius Olsson: The Night Patrol (Kanadische Torpedoboote beim Einlaufen in den Hafen von Dover), vor 1919. Canadian War Museum

Julius Olsson: Küste von St. Luce an der Atlantikküste, um 1905. Statens Maritima och Transporthistoriska Museer

Julius Olsson wurde 1864 in Islington, London, als Sohn eines Schweden und einer Engländerin geboren. Er hatte keine formale künstlerische Ausbildung, entwickelte jedoch eine Leidenschaft für die Malerei von Meereslandschaften. Es wird allgemein angenommen, dass Julius Olsson um 1887 nach St Ives in Cornwall zog, aber in den Katalogen der Sommerausstellungen der Royal Academy wird seine Adresse bis 1897 mit Purley angegeben. Wahrscheinlich hatte er sowohl in Purley als auch in St Ives Häuser. Sicher ist, dass er sich 1897 in St Ives niederließ und die Künstlerin Kathleen heiratete. Gemeinsam entwarfen sie ihr Haus, das später als St. Eia Hotel bekannt wurde. In St Ives gründete Julius Olsson 1888 zusammen mit Louis Grier die St Ives School of Painting, die zu einem Zentrum für Künstler wurde, die von der Atmosphäre des Meeres fasziniert waren. Zu ihren Mitgliedern zählten Arnesby Brown, Adrian Stokes und Algernon Talmage. 1912 kehrte Julius Olsson nach London zurück. 1925 heiratete er Edith Ellison, die Tochter eines irischen Pferdezüchters, und unternahm zahlreiche Malreisen nach Irland und Schweden. Im Zweiten Weltkrieg wurde sein Londoner Atelier bei einem Bombenangriff zerstört. Julius Olsson starb 1942 in Dalkey bei Dublin.